# プロスペクト・ポイント・パーク展望タワー
プロスペクト・ポイント・パーク展望タワー（Prospect Point Park observation tower）は、アメリカ合衆国ニューヨーク州ナイアガラ・フォールズに位置するタワーであり、アメリカ滝の東にある。
タワーには、プロスペクト・ポイント・パークから入ることができるが、峡谷に基礎があり、高さは282フィート (86 m)である。ここには、毎年800万人の観光客が訪れる。
タワーは、アルミニウム、ガラス、鉄でつくられている。
タワーが最初に造られたのは1961年で、2001年に大改装が行われた。改装には、コンクリート製展望デッキ、装飾的なステンレス・スチール・デッキ・レール・システム、新しい洗面所やギフトショップなどが含まれていた。
「霧の乙女号」は、タワーを拠点に運行している。